# Sukjong van Joseon
Koning Sukjong, geboren als Yi Sun, was de negentiende vorst die regeerde over de Joseondynastie van Korea.
Sukjong werd officieel benoemd tot kroonprins in 1667, toen hij zeven jaar oud was. Zeven jaar later, op veertienjarige leeftijd werd hij de nieuwe koning van Joseon.
Sukjong staat bekend als een verstandige koning, die regeerde in moeilijke tijden. Hij maakte een einde aan het conflict tussen de zuidelijke en westelijke fractie, dat voor veel problemen had gezorgd tijdens de regering van zijn vader.
In 1712 werd door Sukjong's regering en de Qingdynasty van China een overeenkomst bereikt over de grenzen van de twee landen bij de Yalu en Tumen rivier.
Koning Sukjong had drie vrouwen en drie concubines. Daarbij verwekte hij drie zonen en zes dochters. Hij overleed in zijn 46ste regeringsjaar op de leeftijd van 60 jaar. Sukjong werd opgevolgd door Gyeongjong, de zoon van zijn tweede vrouw koningin Inhyeon.

## Volledige postume naam
- Koning Sukjong Hyeoneui Gwangyun Yeseong Yeongryeol Yumo Yeongun Hongin Jundeok Baecheon Habdo Gyehyu Dokgyung Jeongjung Hyeopgeuk Sineui Daehun Jangmun heonmu Gyungmyung Wonhyo de Grote van Korea
- 숙종현의광윤예성영렬유모영운홍인준덕배천합도계휴독경정중협극신의대훈장문헌무경명원효대왕
- 肅宗顯義光倫睿聖英烈裕謨永運洪仁峻德配天合道啓休篤慶正中協極神毅大勳章文憲武敬明原孝大王

- International Standard Name Identifier: 0000 0000 2564 1294
- Library of Congress Control Number: n85022223
- Système universitaire de documentation: 118677586
- Virtual International Authority File: 72812249
- WorldCat: E39PBJvHbQjvpk4dFMHXwBM3wC